# Закон о натурализации 1795 года
Закон о натурализации 1795 года (англ. Naturalization Act of 1795) — закон США, принятый Конгрессом и подписанный президентом Джорджем Вашингтоном 29 января 1795 года, который отменил предыдущий Закон о натурализации 1790 года. Основным изменением было увеличение периода необходимого проживания в Соединённых Штатах, прежде чем иностранец может быть натурализован, с 2 до 5 лет.
Закон 1795 года вскоре был заменён новым Законом о натурализации 1798 года, который продлил срок проживания до 14 лет и срок уведомления до 5 лет. В 1802 году Закон 1798 года был отменён новым законом о натурализации, который восстановил требования Закона 1795 года о месте жительства и уведомлении.

## Положения
Закон о натурализации 1795 года продолжил действие Закона 1790 года, ограничивающее натурализацию только «свободным белым человеком». Основным изменением было увеличение периода необходимого проживания в Соединённых Штатах до того, как иностранец может быть натурализован, с 2 до 5 лет, а также введение требования о декларации о намерениях или «первых документах», которые необходимо было подавать, по крайней мере, за 3 года до официального заявления, создавая двухэтапный процесс натурализации.
Иностранцы, намеревающиеся натурализоваться, должны были обратиться в местный суд и заявить о своём намерении сделать это, как минимум, за 3 года до подачи официального заявления. В декларации заявитель также должен указать, что понимает, что после натурализации он принесёт присягу не только на верность Соединённым Штатам, но и на отказ от своего бывшего гражданства. В дополнение к декларации о намерении и присяге данный закон требовал, чтобы все натурализованные лица были «привязаны к принципам Конституции Соединённых Штатов» и «были благосклонны к хорошему порядку и счастью».
Закон также отменил характеристику детей, рождённых за пределами США от родителей-граждан США, как «рождённых по рождению граждан», вместо этого предусматривая, что такие дети «считаются гражданами США».